# Suprema Junta Gubernativa del Perú
La Suprema Junta Gubernativa del Perú fue un cuerpo colegiado que se hizo cargo del poder ejecutivo tras la renuncia de José de San Martín, hasta entonces Protector del Perú. Fue creada el 21 de septiembre de 1822 por el primer Congreso Constituyente del Perú. Los miembros de la Junta fueron escogidos de entre los diputados del mismo Congreso y fueron los siguientes: José de La Mar (presidente), Felipe Antonio Alvarado y Manuel Salazar y Baquíjano. La misión primordial de esta Junta era terminar la Guerra de Independencia, pues las fuerzas realistas al mando del virrey José de la Serna resistían todavía en el sur y centro del Perú. La Junta organizó la llamada Campaña de Intermedios, que culminó en fracaso; acto seguido, estalló el Motín de Balconcillo, una rebelión de oficiales del ejército patriota que presionaron al Congreso para que disolviera a la Junta y eligiera a un presidente único, lo que ocurrió el 27 de febrero de 1823.

## Creación
Cuando José de San Martín renunció como protector del Perú el 20 de septiembre de 1822 ante el recién instalado primer Congreso Constituyente del Perú, los legisladores decidieron entregar el poder ejecutivo a un grupo de tres diputados, que conformaron un cuerpo colegiado denominado la Suprema Junta Gubernativa.
Los miembros de la Junta fueron los siguientes:
- José de La Mar, general peruano, natural de Cuenca (entonces en territorio de la Provincia de Quito). Asumió la presidencia de la Junta.
- Manuel Salazar y Baquíjano, noble criollo, natural de Lima, que todavía firmaba con su título de Conde de Vistaflorida.
- Felipe Antonio Alvarado, jurista y militar rioplatense, hermano del general Rudecindo Alvarado.

Esta Junta entró en funciones el día 21 de septiembre de 1822.

## Contexto internacional
El virrey José de La Serna contaba con más de 20.000 soldados que ocupaban el territorio entre Cerro de Pasco (centro del Perú) y el Alto Perú (sur del Perú, actual Bolivia). Ya San Martín había previsto que eran necesarias más fuerzas para poder derrotar a los realistas, quienes habían convertido todo ese territorio en un verdadero bastión de su poderío. Se hallaba todavía en curso la ayuda que el Libertador del Norte, Simón Bolívar, a la cabeza de la Gran Colombia, había ofrecido al Perú para derrotar a los españoles. Efectivamente, durante la Entrevista de Guayaquil, Bolívar ofreció a San Martín ayuda militar al Perú, la que se concretizó en julio de 1822, con el envío de tropas al mando de Juan Paz del Castillo, pero estas eran todavía insuficientes. En septiembre de ese año, Bolívar ofreció otros 4.000 soldados más, pero la ya instalada Suprema Junta Gubernativa solo aceptó la recepción de 4.000 fusiles. Las relaciones del Perú con la Gran Colombia entraron en su punto más crítico debido a la anexión de Guayaquil a territorio grancolombiano. A ello se sumó el hecho de que Juan Paz del Castillo recibiera instrucciones de su gobierno de no comprometer a sus fuerzas solo en caso de que el éxito estuviera garantizado y solo en el norte peruano, por lo que entró en conflicto con los intereses del Perú, que se enfocaban en atacar a los realistas del centro y del sur. Dicho oficial colombiano retornó a su patria, en enero de 1823, disgustado al no lograr imponer sus condiciones. Las relaciones con la Gran Colombia se enfriaron entonces, en los precisos instantes en que se libraba la llamada Primera Campaña de Intermedios.

## Primera Campaña de Intermedios
La Suprema Junta de Gobierno, tratando de cumplir su misión primordial, esto es, finalizar la guerra de la independencia, organizó una expedición militar contra los españoles que todavía dominaban el sur del Perú. Esa expedición se conoció como “Campaña de los puertos intermedios” o simplemente “Campaña de Intermedios”, pues el plan era atacar a los españoles desde la costa sur situada entre los puertos de Ilo y Arica. Este plan había sido bosquejado por el mismo San Martín, pero originalmente contemplaba, además del ataque desde la costa sur peruana, una ofensiva combinada de los argentinos por el Alto Perú y de los patriotas de Lima por el centro del Perú. Sin embargo, la Junta no pudo lograr el concurso del gobierno de Buenos Aires, abrumado por dificultades internas, y no otorgó al ejército que guarnecía Lima los medios necesarios para que iniciara oportunamente una ofensiva a la sierra central. La partida del colombiano Juan Paz del Castillo influyó también para que se paralizaran los preparativos del llamado ejército patriota del Centro.
En lo que respecta a la expedición patriota enviada al sur y que estaba comandada por Rudecindo Alvarado, acabó en total fracaso tras sufrir las derrotas de Torata y Moquegua (19 y 21 de enero de 1823). De entonces data la letrilla que los españoles difundieron desde su campamento situado a poca distancia de Lima, en la que se burlaban del Congreso:

Congresito ¿cómo estamos 

con el tris tras de Moquegua? 

De aquí a Lima hay una legua. 

¿Te vas? ¿Te vienes? ¿Nos vamos?

Tras este desastre militar, la Junta de Gobierno y el Congreso quedaron tremendamente desacreditados ante la opinión pública. Se temió que las tropas realistas acantonadas en Jauja (sierra central peruana), pasaran a la ofensiva y reconquistaran Lima.

## El motín de Balconcillo
Los oficiales patriotas al mando de las tropas que guarnecían Lima, ante el temor de una ofensiva española, firmaron una solicitud ante el Congreso, fechada el 23 de febrero de 1823 en Miraflores, invocando la designación de un solo Jefe Supremo «que ordene y sea velozmente obedecido», en reemplazo del cuerpo colegiado que integraba la Junta; se sugería incluso el nombre del oficial indicado para asumir el gobierno: el coronel José de la Riva-Agüero.
La crisis se ahondó al ser presentada otra solicitud al Congreso por parte de las milicias cívicas acuarteladas en Bellavista y una tercera encabezada por Mariano Tramarría. El día 27 de febrero las tropas se movilizaron desde sus acantonamientos hasta la hacienda de Balconcillo, a media legua de Lima, desde donde exigieron la destitución de la Junta. Estos sublevados estaban encabezados por el general Andrés de Santa Cruz. Fue el primer golpe de Estado de la historia republicana peruana, conocido como el Motín de Balconcillo, con el que se inauguró la sucesión de gobiernos de facto que jalonaron el transcurso de la vida republicana.

## Disolución de la Junta y elección de Riva Agüero
Ante tal presión, ese mismo día, el Congreso acordó cesar a la Junta Gubernativa y encargar interinamente la máxima magistratura al jefe militar de mayor graduación, que era José Bernardo de Tagle, marqués de Torre Tagle. El 28 de febrero, el Congreso ordenó poner en libertad al general José de La Mar, que había sido arrestado en su domicilio, y citó al general Andrés de Santa Cruz, quien hizo una exposición oral de la posición de los jefes y terminó diciendo que acataban la orden del Congreso pero que si no se nombraba a José de la Riva Agüero como Presidente de la República, él y los jefes militares renunciarían y se irían del país. Ante lo expresado por Santa Cruz, el Congreso nombró a de la Riva Agüero como Presidente de la República por 39 votos a favor de un total de 60; no se le asignó funciones ni plazos. Previamente de la Riva Agüero fue ascendido al grado de Gran Mariscal.